# Santiago Nieto Castillo
Santiago Nieto Castillo (San Juan del Río, Querétaro, 27 de enero de 1973) es un abogado, académico y jurista mexicano. Es el director del Instituto Mexicano de la Propiedad Industrial desde el 1 de octubre de 2024 durante la presidencia de Claudia Sheinbaum.
Anteriormente, ejerció el cargo de titular de la Fiscalía Especializada para la Atención de los Delitos Electorales de 2015 a 2017, unidad adscrita a la Procuraduría General de la República, y fue titular de Unidad de Inteligencia Financiera de la Secretaría de Hacienda y Crédito Público de 2018 a 2021. Se desempeñó como encargado de despacho de la Procuraduría General de Justicia del Estado de Hidalgo de 2022 a 2024.

## Biografía
Tiene licenciatura en Derecho por la Universidad Autónoma de Querétaro, con una tesis que obtuvo mención honorífica en el Concurso de Tesis Profesionales del Consejo de la Judicatura Federal en noviembre de 1998. También es Doctor en Derecho por la División de Estudios de Posgrado de Facultad de Derecho de la Universidad Nacional Autónoma de México.
Ha desempeñado diversos puestos en el Poder Judicial de la Federación, entre ellos se encuentra el de secretario técnico en la Secretaría Ejecutiva del Pleno del Consejo de la Judicatura Federal, secretario técnico en el Instituto de la Judicatura Federal, secretario de Estudio y Cuenta y jefe de Unidad de Investigación y difusión en el Tribunal Electoral del Poder Judicial de la Federación y magistrado presidente de la Quinta Circunscripción Plurinominal con sede en Toluca, del Tribunal Electoral del Poder Judicial de la Federación.
En la administración pública centralizada, sirvió como asesor jurídico en el Consejo Local del extinto Instituto Federal Electoral en el Distrito Federal de 1997 al 2000. En el área legislativa, entre 2000-2003 ejerció la coordinación de asesores de la Contaduría Mayor de Hacienda de la Asamblea Legislativa del Distrito Federal.
El 19 de febrero de 2015 fue elegido por el Senado de México como titular de la FEPADE, unidad de vigilancia para los delitos electorales. A finales de ese año la fiscalía especializada a su cargo presentó una denuncia contra el Subsecretario de Prevención y Participación Ciudadana de la Secretaría de Gobernación, Arturo Escobar y Vega, por su presunta participación en delitos de carácter electoral mientras fue secretario de procesos electorales del Verde Ecologista.  Tras este hecho, el PVEM denunció a Nieto Castillo ante la PGR por una vulneración del debido proceso a Pablo Escudero Morales, exvocero del Partido Verde quien también era investigado, además sobre la labor de Nieto Castillo como asesor del PRD en el Senado, ya que se argumentaba que los encargados de esa unidad no debían tener experiencia laboral partidista porque esto generaría conflicto de intereses. El 4 de diciembre de 2015, el coordinador del Partido de la Revolución Democrática en el Senado, Miguel Barbosa, confirmó que Santiago Nieto fue asesor de su bancada, pero negó que ese hecho lo volviera no elegible para el cargo.
En 2017, Nieto Castillo informó que la FEPADE a su cargo obtuvo una orden de aprehensión contra el exgobernador de Chihuahua, César Duarte Jáquez, por la financiación ilegal para la campaña del Partido Revolucionario Institucional en ese estado. Durante las Elecciones estatales del Estado de México de 2017 anunció que se detuvieron más de 70 autobuses que supuestamente serían usados para transporte de votantes. Ese año también encabezó la investigación contra la diputada morenista de Veracruz, Eva Cadena, por presunto lavado de dinero.
En el contexto internacional del Caso Odebrecht donde varios gobiernos de América Latina estuvieron envueltos en casos de corrupción electoral, Santiago Nieto fue el encargado del caso en México. Como parte de su trato con la justicia de Brasil para desentramar la red de corrupción, Marcelo Odebrecht dio los nombres de los políticos a los cuales sobornó, en México destacó Emilio Lozoya Austin, director de PEMEX y excoordinador de Vinculación Internacional de la campaña de Enrique Peña Nieto.
El 20 de octubre de 2017 el subprocurador jurídico y de Asuntos Internacionales, Alberto Elías Beltrán, informó sobre la destitución de Santiago Nieto Castillo de la unidad de delitos electorales de la PGR. La destitución se dio a partir de filtraciones que el entonces titular de la FEPADE hizo sobre el caso de Emilio Lozoya, argumentando que este lo presionaba para ser declarado inocente, lo cual a decir de la Procuraduría General de la República, vulneraba el debido proceso del acusado y violaba el código de conducta del órgano. Nieto Castillo ha sostenido que su destitución fue una decisión arbitraria con el fin de proteger tanto a Emilio Lozoya como a la imagen del presidente Peña Nieto.
El 22 de mayo del 2018, el exfiscal se integró a la campaña del candidato presidencial por la coalición Juntos Haremos Historia, el izquierdista Andrés Manuel López Obrador, en un acto público en el estado de Jalisco. Después del proceso electoral, Santiago Nieto se agregó a los trabajos de la solicitud de nulidad de la elecciones estatales de Puebla de 2018, por parte de Miguel Barbosa, como asesor electoral. El 3 de septiembre del mismo año, Carlos Manuel Urzúa Macías, propuesto como Secretario de Hacienda y Crédito Público, anunció la designación de Santiago Nieto Castillo como próximo titular de la Unidad de Inteligencia Financiera, unidad dependiente de la SHCP, formando así parte del Organigrama de la administración federal de Andrés Manuel López Obrador.
El 6 de noviembre de 2021, Santiago Nieto Castillo contrajo nupcias con la Consejera Electoral del Instituto Nacional Electoral, Carla Humprhey..
El 8 de noviembre de 2021 presenta su renuncia como titular de la Unidad de Inteligencia Financiera de la SHCP desde donde emprendió procesos contra políticos como el del exministro Eduardo Medina Mora, el exsecretario de Seguridad de Pública, Genaro García Luna, y el gobernador de Tamaulipas, Francisco Javier García de Vaca y el exdirector de Pemex, Emilio Lozoya, en contra de quien presentó seis denuncias ante la Fiscalía General de la República (FGR). Para su reemplazo, se nombró al exdiputado federal Pablo Gómez Álvarez.
En septiembre de 2022, Santiago Nieto asumió como encargado del despacho de la Procuraduría hidalguense. Santiago Nieto Castillo renunció el 8 de enero de 2024 a la titularidad de la Procuraduría General de Justicia del Estado de Hidalgo, con la intención de buscar un escaño en el Senado de la República por su estado natal, Querétaro.

## Actividades académicas
Santiago Nieto es profesor de las divisiones de estudio de posgrado de la Universidad Panamericana y de la Universidad Nacional Autónoma de México. 
Es autor de las obras: 
- " Sin filias ni fobias "
- La interpretación de los órganos electorales.
- Interpretación del Derecho y criterios de interpretación en materia electoral.
- Interpretación y argumentación jurídicas en materia electoral. Una propuesta garantista.
- Teoría de la Nulidad de Elecciones.
- Introducción al estudio del juicio de revisión constitucional electoral. Tópicos electorales.
- Transparencia y combate a la corrupción.

Es autor de diversas voces del Nuevo Diccionario Jurídico Mexicano (2001) y Enciclopedia Jurídica Mexicana.